# Андрій Болокан
Андрій Болокан (рум. Andrei Bolocan; нар. 17 липня 1987, Кишинів) — молдовський телевізійний діяч і комік у жанрі стенд-ап.

## Біографія
Болокан закінчив ліцей імені Мірчі Еліаде у Кишиневі. Пізніше навчався в Академії економічних досліджень Молдови, потім у німецькому університеті (на факультеті філософії) і згодом в університеті у Румунії — не закінчивши жодного.
Розпочав свою кар'єру в галузі розваг, недовго працюючи на радіостанції, а потім увійшов до телевізійного бізнесу, коли в 2010 році приєднався до Jurnal TV. Болокан здобув популярність як співавтор «Sare și Piper» («Сіль і перець»), «Ministerul Adevărului» («Міністерство правди»), «Deșteptarea» («Прокинься»),, а також інших медіапроектів.
В даний час виробляє власне шоу «Lumina» («Світло»). Спочатку транслювалося через Інтернет, пізніше шоу було включено до розкладу TV8 (у вересні 2017 року). Починаючи з 2018 року є співавтором нового шоу «Internetu 'Grăiește» («Інтернет говорить») на цьому ж каналі разом зі своєю дружиною та телевізійною колегою Натою Албот.

## Особисте життя
Болокан одружений з Натою Албот. У них четверо дітей.